# کسراب
کسراب یک روستا در ایران است که در بخش مرکزی شهرستان سربیشه واقع شده‌است. کسراب ۳۲۴ نفر جمعیت دارد.